# 陆应 (明朝宦官)
陆应（1395年—1468年），号清昭，江苏长洲人，明朝永乐时期的南京司设监奉御。

## 生平
洪武二十八年（1395年），出生。永乐年间，选入内廷，之后被明成祖朱棣提拔为南京司设监奉御。
天顺年间，奉命镇守龙江关。成化四年（1468年），去世。

## 亲属
- 陆福（祖父）
- 吴氏（祖母）
- 陆思恭（父）
- 施氏（母）
- 陆妙净（姊）
- 王宗完（姊夫）